# Lukmil Pérez
Lukmil Pérez Herrera (* 10. September 1970 in Havanna) ist ein kubanischer Jazzmusiker (Schlagzeug).

## Leben und Wirken
Pérez erhielt ab dem 12. Lebensjahr eine Ausbildung an Schlagzeug und kubanischer Perkussion an der Escuela Elemental de Arte. Nachdem er den Jazz entdeckte, konzentrierte er sich, beeinflusst von Tony Williams, Jack DeJohnette, Roy Haynes, Peter Erskine und Max Roach auf das Schlagzeug. Nach seinem Schulabschluss spielte er in verschiedenen Salsa- und traditionellen kubanischen Musikformationen. In den 1990er Jahren gehörte er zum Habana Ensemble, mit dem er in Lateinamerika, den USA und Europa tourte.
1999 zog Pérez nach Europa, wo er an verschiedenen Projekten teilnahm. Nachdem er am Album des Trompeters Mario Morejon El Indio beteiligt war, spielte er regelmäßig mit verschiedenen Künstlern wie Sebastian Schunke, mit dem er auf Tourneen in Südamerika und Europa war, Norberto Rodriguez oder Julio Montalvo. Er gehörte dann zum Quartett von Giovanni Mirabassi, mit dem er mehrere Alben einspielte. Mit dem Trio von Jacky Terrasson trat er 2021 beim Jazzfest Bonn auf.
Pérez, der seit 2001 in Frankreich lebt, hat zudem viel zur internationalen Weltmusikszene beigetragen. Als Schlagzeuger und Perkussionist arbeitete er mit Charles Aznavour, Catia Werneck, der Ernesto Tito Puentes Big Band, Orlando Poleo, Sergent Garcia, dem Irving Acao Quartett, der Paris Jazz Big Band und mit Omar Sosa. Er trat auf internationalen Festivals wie Jazz à Vienne, Montreux Jazz Festival, North Sea Jazz Festival, Nice Jazz Festival oder Jazz à Marciac auf. Er ist auch auf Alben von Alfredo Rodriguez, Iván Melón Lewis, Concha Buika, Ricardo Izquierdo, Manu Le Prince, Alain Jean-Marie, Eva Slongo und den Vistel Brothers zu hören.